# Galen Marek
Galen Marek, znám také jako Starkiller nebo jen Učedník, je fiktivní postava ze světa Star Wars, syn Jedie Kenta Marka a Mallie Markové, tajný sithský učedník Dartha Vadera. Je ústřední postavou herní série Star Wars: The Force Unleashed. Postavu ztvárnil americký herec Samuel Witwer, podle jehož podoby byl Starkiller navržen, a jenž také postavu v sérii nadaboval. Jméno "Starkiller" bylo převzato od původního jména pro Luka Skywalkera, které znělo Annikin Starkiller.

## Biografie
Narodil se na Kashyyyku dvěma tajně oddaným Jediům Kentovi Markovi a Mallie Markové. Oba dva jeho rodiče bojovali v Klonových válkách, během nichž se sblížili. Když ale Mallie otěhotněla, rozhodli se tajní manželé dezertovat z řádu Jedi i z republikové armády, protože by jinak byli z řádu stejně vyloučeni, a uprchli do Vnějšího pásu galaxie, až se usadili na Kashyyyku, kde Mallie porodila.
Po vynesení Rozkazu 66 začal Darth Vader lovit v galaxii Jedie ve velkém a tohoto Temného Pána ze Sithu na Kashyyyk přilákala o zhruba pět let později informace, že zde nějací trandošanští otrokáři zabili při lovu wookijů ženu se světelným mečem (Mallie tehdy zemřela, když chránila wookije). Vader proto nařídil vojenskou výpravu na Kashyyyk, kam přiletěl i se svou legií Stormtrooperů. Snadno nalezl Silou Kenta Marka před jeho dřevěným příbytkem a utkal se s ním v bitvě světelných mečů. Jakmile Vader bývalého Jedie přemohl, ucítil v blízkosti někoho mnohem mocnějšího. Škrcením Kenta vyslýchal, kde se ukrývá jeho mistr. Kento však Vaderovi sdělil, že mu temná strana Síly zcela zastřela úsudek, neboť jeho mistr zemřel už při zrodu Impéria. Když se Vader rozmáchl, aby Kenta zabil, telekinezí mu sebral světelný meč maličký Galen Marek, jenž Vadera nemile překvapil. Ten Kenta dorazil škrcením a pak se přiblížil k hochovi. Do příbytku v ten moment dorazili i stormtroopeři, kteří zahlédli vyděšeného Galena s Vaderovým rudým světelným mečem a zamířili blasterovými puškami na hocha. Vader v rozhodující moment sebral Galenovi zpět svůj světelný meč a své stormtroopery zabil, aby se nikdo nedověděl, že žije, a malého Galena poté zavlekl na svou loď a Kashyyyk opustil.

### Vaderův otrok
Vader totiž v hochovi ihned rozpoznal velký talent a potenciál v užívání Síly. Jelikož byl sám se svým statutem učedníka nespokojen, začal Galena trénovat na Sitha, aby s ním po jeho boku jednoho dne svrhl císaře Palpatina. Galena tedy zavlekl do útrob nedokončeného destruktoru Executor, kde ho podrobil krutému výcviku na principu strachu a utrpění, hraničícím s mučením, aby hoch plně přijal temnou stranu Síly a poté ji využil k vlastnímu posílení. Mezitím Galen téměř zcela zapomněl na svého otce i matku i své jméno a začal si sám říkat jen kódovým označením Starkiller. Vader Starkillerovi sestrojil na hraní zabijáckého holodroida PROXY, který v sobě obsahoval programové moduly na imitaci boje světelného meče Vaderových bývalých kolegů a mistrů v řádu Jedi. PROXY tedy sloužil k tomu, aby se Starkiller naučil bojovat se světelným mečem v bojích na život a na smrt proti PROXYm vyvolaným hologramům. Zároveň se ale tento krutý droid po čase se Starkillerem sblížil a poskytl mu dostatek jakési duševní opory, takže díky tomu Starkiller nezešílel.
Postupem času ze Starkillera vyrostl silný muž, velmi zdatný v boji i v užívání temné strany Síly, ač ještě ani nebyl plnoletý. Jelikož byl Vaderovým tajným učedníkem, vysílal ho Vader do samostatných misí v utajení. I když bylo cílem jeho tréninku postavit se po boku Vadera císaři, byl oddaným agentem Impéria. K plnění misí dostal od Vadera kromě PROXYho ještě moderní vesmírnou loď Rogue Shadow a osobního pilota. Ačkoliv byl Starkiller skvělý pilot, Vader chtěl, aby se v průběhu letu cvičil v meditaci a soustřeďoval se jen na misi. Piloty však často měnil, buď zahynuli v bojích, nebo je sám Vader popravoval. V roce 3 BBY si to Starkiller rozdal s Vaderem na rozestavěném Executoru v tréninkovém duelu se světelnými meči. Po bitvě však Vader přikázal svému žákovi, aby poklekl. Starkiller čekal, že to asi bude jeho smrt, ale Vader se jen jemně dotkl čepelí světelného meče jeho ramenou a "pasoval" ho na svého oficiálního učedníka, tedy na to, co si Starkiller už dávno o sobě myslel, že je.
Každopádně ho Vader poslal na první "ostrou" misi, v němž se poprvé utká s Jediem. Měl porazit na Nar Shaddaa generála Rahma Kotu, který přežil jediskou čistku a organizoval odboj. Starkiller hrdě odešel misi splnit, když tu mu Vader oznámil, že nesmí být kvůli císaři prozrazen, tedy musí zabít nejen Kotu a jeho milici, ale i všechny imperiály, kteří ho uvidí. Starkiller byl tímto trochu rozhozen, ale šel misi plnit, aby naplnil svůj Vaderem slibovaný osud. V hangáru ho přepadl PROXY, který si spustil modul boje jako hologram Obi-Wana Kenobiho, ale snadno svého droida porazil. U lodi byl celkem (ne)mile překvapen, že jeho novým parťákem bude mladičká imperiální pilotka jménem Juno Eclipse. Starkiller byl na ni protivný a považoval její angažmá jako Vaderův test. Ještě nikdy před tím nebyl Starkiller se ženou.
Každopádně doletěli na Rogue Shadowu na orbitální továrnu na TIE fightery nad Nar Shaddaa, kde již zuřil boj mezi Kotovou milicí, provádějící sabotáž, a stormtroopery. Starkiller správně odhadl, že Kota takto otevřeně bojoval, protože chtěl být nalezen. Ale poté, co se Starkiller probojoval továrnou až k němu, byl Rahm Kota nepříjemně překvapen, protože čekal, že si pro něj přijde Darth Vader sám. Starkiller ovšem také, protože nečekal, že bude souboj tak náročný. Nakonec přesto vyhrál, stárnoucí generál Starkillera pochválil, že je dobrý bojovník, ale pak využil svou Sílu, aby celou továrnu vyvrátil ze stabilizátoru a ta začala padat na povrch. Znovu se rozhořel duel, v němž těsně k sobě oba dva zaklesli světelné meče. Rahma Kotu v tu chvíli přepadla Silová vize, v níž viděl Starkillerovu budoucnost...která byla k jeho překvapení společná s jeho vlastní. To Kotu vyvedlo z míry natolik, že ho pak Starkiller světelným mečem oslepil. V tu chvíli měl vizi i Starkiller, kterému se zjevila iluze jeho otce, kterého si nepamatoval, tak si myslel, že na něj oslepený Kota používá trik klamání mysli. Ten však jen upustil svůj světelný meč a z posledních sil prorazil sklo a spadl z padající továrny na povrch Nar Shaddaa.
Starkiller však se svým výkonem nebyl zcela spokojen, protože Kotu vlastní rukou nezabil. Vader ale byl jeho úspěchem nadšen, když mu přinesl Kotův světelný meč. Ihned rozkázal přinést další, a to od Kazdana Paratuse, který je prý mnohem nebezpečnější než starý generál Kota. Dorazil s Juno na zdevastovaný svět Raxus Prime, kde na povrchu viděl postavenou obří atrapu chrámu Jediů ze smetí a zničených droidů. Cestou ho napadlo mnoho droidů, kteří byli ovládáni Silou, patrně přímo Paratusem. Ten na něj přímo v "chrámu" poštval robotické atrapy zabitých mistrů Jedi a poté se se svým polomechanickým tělem pustil do Starkillera sám, až nakonec v boji světelného meče proti světelnému kopí padl se slovy "odpusťte mistři, že jsem vás zklamal. To Starkillera na chvíli i dojalo, ale pak jen sebral jeho rozbité světelné kopí a zmizel. Cestou zpět se snažil kopí Silovou meditací opravit, ale vyrušil ho PROXY v "převleku" za Vadera, jenž ho poslal na Coruscant do chrámu Jediů potrénovat více. No, střetl se tam s hologramem Dartha Desolouse a Dartha Phobose.
Poté ho Vader poslal na třetí a závěrečnou zkoušku: zabít mistryni Jedi Shaak Ti, kterou imperiální špehové vypátrali na Felucii. Cestou ale téměř s Juno nepromluvil ani slovo. Nakonec v ní ucítil emoční pnutí a vyptal se ji, co se děje. Svěřila se mu, co cítila, když plnila misi bombardování Callosu, který prakticky zničili. Starkiller ji uklidnil, že jen plnila rozkazy a plnila je dobře. Na Felucii se musel slouho probíjet hordami divokých felucianů, kteří uměli trochu používat Sílu, zřejmě díky Shaak Ti. Přemohl i několik rancorů a pak se s mistryní Jedi utkal v obětní jámě u obřího sarlacca. Shaak Ti nazvala Vadera za zbabělce, že na ni poslal jen kluka. Bitva se přesunula i přímo na obří sarlaccovy chapadla, které vypadaly, že Ti poslouchají, tak je zneškodnil blesky. Shaak Ti dopadla na zem, kde bitva pokračovala dále. Avšak ta již začala umírat. Řekla Starkillerovi, že je jen Vaderův otrok a mohl by být mnohem víc. Starkiller ji zdůraznil, že je Vaderovi loajální, ale ta ho politovala, že Sithové jen zrazují a brzy to pozná i sám. Sama se po těchto slovech odebrala pádem do sarlaccova chřtánu, kde zemřela.

### Zrada mistra a nový úkol
Starkiller byl rád, že splnil i tuto náročnou misi. Bez Shaak Ti převezme nad přírodou Felucie moc opět temná strana. Kontaktoval Vadera, který mu sdělil, že čas právě nadešel. Na Executoru viděl, že se k rozestavěné lodi blíží císařovy lodě. Starkiller se zeptal, zda ho tedy přivolal, aby to s ním skončili, když tu mu zamrzla tvář. Vader sdělil, že císaře nepozval, ale jeho špehové ho museli sledovat. Jakmile Palpatine (jako PROXYho hologram) vstoupil na můstek Executoru, Vader zezadu probodl šokovaného Starkillera světelným mečem, když ten mu řekl, že zapomněl, kde má své místo, a rozkázal mu svého tajného učedníka zabít. Vader chvíli váhal, pak ale Silou prohodil Starkillera vzduchem, zatímco se císař příjemně bavil, a nakonec ho šachtou vyhodil ven do vesmíru.
Avšak nezemřel. Venku ve vakuu ho zachytili Vaderovi droidi a vrátili dovnitř lodi. Vader pak Starkillera v kómatu dopravil na stanici Empirical, kde ho léčební droidi dávali půl roku dohromady. Vader (PROXYho hologram) mu sdělil, že jeho "zabití" byl císařův požadavek, ale že s ním i nadále počítá v tom císaře svrhnout, jenom musí být opatrnější, pokud bude chtít. Ale když odmítne, bude zabit. Starkiller rozčílen, že byl zrazen, souhlasil. Vader mu dal nový světelný meč a řekl, že už nebudou žádné vražedné mise, ale bude potřeba vybudovat armádu, která císaře zaměstná: Alianci rebelů a disidentů. Tentokrát bude mít zcela volnou ruku, ale musí přerušit všechny vazby na minulost kromě PROXYho a nesmí zapomenout, že stále slouží jemu.
Spolu s PROXYm nasměroval Empirical na kolizní dráhu s místní hvězdou, aby uprchli na Rogue Shadowu sami. Zeptal se svého droida, co se stalo s Juno. Ten odpověděl, že je na Empiricalu v cele, protože byla obviněna z velezrady. Pak je přepadli imperiálové a Starkiller zjistil, že mu Vader přenechal světelný meč Rahma Koty. I přes PROXYho varování, že Vaderovy rozkazy byly jasné, se vydal Juno zachránit. To se mu povedlo dřív, než Empirical narazil do slunce. Lamentovala, že po tak vzorné službě z ní udělali zrádkyni. Řekl ji, že opouští službu Impéria navždy, a potřebuje pilota. Jakmile se dostali na Rogue Shadow, svěřil se ji se "svými" plány na založení aliance rebelů, která bude vzdorovat Impériu. A také tím, že potřebuje sehnat nového učitele, aby ho naučil to, co ho Vader nemohl nebo nechtěl naučit. Podíval se na světelný meč a řekl si, že jeden mistr schopný ho cvičit by ještě mohl žít.
Rahma Kotu hledali, kde se dalo. Na Nar Shaddaa, Ziostu a nakonec až na Bespinu. Tam ho našel v té nejodpornější hospodě, utopeného v alkoholu. Ale musel si pospíšit, protože na Rogue Shadow zachytil informaci, že ho vypátralo i Impérium a poslalo na něj ty nejnebezpečnější agenty. Před slepým a trochu zohaveným Kotou předstíral, že je Jedi, ale ten mu tvrdil, že postavit se Impériu je bláznoství. Než ho stihl přimět k tomu, aby s ním odešel, ukázali je ugnaughtští udavači stormtrooperům. Poprvé se Starkiller utkal s Impériem jako s nepřítelem...do teď jen likvidoval svědky. Ale dokázal opilého Kotu uchránit, i když se musel hodně snažit (poprvé v životě), aby nezabil nevinné, má-li si uchovat svou pózu Jedie. Opilého Kotu táhl do hangáru k lodi, ale cestou se mu ztratil. U lodi se musel utkat s dalšími imperiály, včetně obávaných příslušníků Palpatinových rudých gard. Po jejich porážce si s trochu střízlivějším Kotou promluvil a ten souhlasil, že s ním půjde, a že má kontakty v imperiálním senátu na vlivné lidi.

### Znovunalezení pravé identity a vůdce rebelů

Erb rodiny Markových

Když prý přivezou z Kashyyyku, co potřebují, pomůžou mu. Na Kashyyyku se Starkiller probil divočinou až k základně, kam ho dovedl instinkt. Opatrně odstranil všechny hlídkující imperiály a v nejvyšším patře nalezl zamčenou princeznu Leiu. Když ji viděl, připomnělo mu to scénu z vizí, které měl, když byl léčen na Empiricalu. Leia si nejprve myslela, že je Palpatinovým zabijákem a nevěřila mu, že sem dorazil s Kotem, protože si myslela, že zemřel na Nar Shaddaa. Avšak zmínila svého otce, Baila Organu a Starkillerovi došlo, že je to Kotův kontakt v senátu, jenž je zásobuje tajnými informacemi. Řekla tedy, že jestli je Jedi, jak o sobě naznačuje, ať zničí obří výtah až na oběžnou dráhu na převoz wookijských otroků, který je téměř dokončen. Jelikož odstranil imperiály v jejím vězení, mohla v klidu opustit Kashyyyk.
Když šel splnit její úkol, narazil na rozpadající se dřevěný dům, pomalovaný erbem vypadajícím jako koruna. Zde nalezl stopy po dávném boji se světelnými meči...to místo mu připadalo povědomé. Pak uviděl šílenou Silovou vizi souboje Vadera s jeho otcem i svůj vlastní únos, když tam našel malý modrý krystal. Pak uviděl ještě jednu vizi, sebe samého jako sithského řezníka a naproti němu svůj předobraz Jedie, jak se spolu pustili do souboje. Nakonec uviděl ducha svého otce, který se mu omluvil, že takový osud pro něj nechtěl. Také ho nazval jeho skutečným jménem: Galen.
Galen byl šokován z tohoto objevu, kým vlastně doopravdy je, což ho dost změnilo. Vrátil se ke své misi a zničil výtah, přičemž zabil místního imperiálního oficíra Ozzika Sturna, jenž byl extrémně brutální i na imperiální poměry. Tímto úspěchem dal stovkám wookijům, připravených na transport, svobodu. Byl ale rozčílený na Kotu, že mu neřekl, že jeho kontakt v senátu byl Bail Organa. Kota ale byl rozčílený také, protože se Bail potom, co Kota ještě na Bespinu sám a opilý odmítnul jeho misi na záchranu Leiy, rozhodl na vlastní pěst najít mistryni Shaak Ti. Starkiller v tu chvíli málem prozradil, že byla na Felucii a tím by i musel prozradit, že ji zabil. Tohle tedy nečekal, ale dokázal se vymluvit, že prostě umí číst Kotovy myšlenky. Každopádně Bail Organa se vydal na Felucii sám a zřejmě tam uvízl.
Na Felucii našli senátorovu loď a Galen s Juno nejprve zkontrolovali, zda tam Bail není nebo zda není mrtvý. Nebyl tam. Každopádně ho nemile překvapilo, jak Felucia potemněla a cokoliv, co bylo živé, se ho pokusilo zabít, s podporou temné strany Síly. Cestou kolem pohřebiště rancorů si uvědomil, že mu Bail Organa byl povědomý proto, že ho viděl ve vizích na Empiricalu, podobně jako Leiu. Dle své zatím skromné moci nad světlou stranou Síly dokázal Baila vystopovat, ale přepadla ho Maris Brood, padlá učednice Shaak Ti, která na něj poštvala rancora a pak s ním bojovala sama. Po své porážce ze strachu uprchla. Galen poznamenal, že si Maris své hříchy ponese až do konce života, sám o tom věděl dost.
Po setkání s Rahmem Kotou řekl Bail, že otevřené povstání je v tuto chvíli příliš nebezpečné, ale že ví o dalších senátorech, kteří se přidají, pokud uvidí jasný důkaz, že je impérium zranitelné. Galen řekl, že o tom půjde "meditovat". Ve skutečnosti o samotě kontaktoval přes PROXYho Vadera, aby mu dal radu, čím impérium oslabí. Mezitím, co čekal na odpověď, se PROXYmu aktivoval bojový modul Anakina Skywalkera, který ale zase snadno porazil. Jakmile hologram probodnul, tak se dost bizarně proměnil v hologram Vadera, jenž přinesl odpověď: impérium vládne pomocí strachu, musí tedy zničit symbol strachu. Například novou továrnu na hvězdné destruktory na Raxus Prime. Opět Galenovi připomněl, komu vlastně slouží, a že cítí, že si vybudoval se svými novými spojenci až moc těsná přátelství.
Jakmile se PROXY proměnil z hologramu Vadera zpátky do podoby droida, řekl: "Nesnáším být jím". Galen odvětil, že on sám asi taky...vyrušila je Juno, která vyslechla celou konverzaci s Vaderem a rozčílila se, že mu pořád slouží. On jen smutně dokončil její větu, že jako jeho otrok. Juno se uklidnila a Galena povzbudila, že rebelie, kterou budují, bude nakonec jen v rukou učedníka, a ne jeho mistra. Starkiller pak vyměnil krystal v Kotově světelném meči, co používal, za svůj vlastní, který našel ve svém domově na Kashyyyku.
Na Raxus Prime Juno s Rahmem Kotou vymyslela plán, jak loděnici zničit. Jako materiál k výrobě destruktorů sloužil odpad z droidů a strojů, který tvořil celý povrch planety. Na dopravu odpadu sloužilo obří superdělo, vystřelující materiál na oběžnou dráhu. Postačí tedy zamířit přímo na loděnici. Rahm Kota chtěl ale hledat Kazdana Paratuse, avšak Juno mu řekla (a skoro se prozradili), že už tu dle záznamů není. Mezitím Galen dorazil k zařízení děla, kde ho přepadl stínový voják Impéria. Po jeho porážce zjistil, že to byl zase PROXY, který pak aktivoval jeden bojový modul za druhým, až nakonec spustil ten svůj nejdůmyslnější, který schovával pro tuto příležitost: modul Darth Maula. I jeho ale porazil a PROXYHO deaktivoval tím, že ho probodl dvěma světelnými meči.
Pak se konečně dostal nahoru k ovládání superděla, které plnil smetím. Po výstřelu celá továrna nahoře vybuchla a zničila i velké množství hotových hvězdných destruktorů. Avšak jeden přežil relativně nepoškozen, jenže nekontrolovatelně sestupoval dolů na planetu, přímo na superdělo. Jenže na opětovné nabití nebyl čas, tak mu Rahm Kota nabídnul jiné řešení: použít Sílu ke změně dráhy destruktoru. Tohle byla pro Galena hotová šílenost, ale před dopadem na dělo dokázal čumák destruktoru zabořit do země předčasně. Při tom se snažil se posílit tím, že křičel své jméno, ale nakonec nejvíc pomohl, když křičel jméno Juno. Nakonec uspěl, i když musel rychle z děla zmizet. Trvalo dlouho, než se vyhrabal z trosek, které na něj havarující destruktor nafoukal. Nedaleko se z trosek vyhrabal i PROXY, který s politováním oznámil, že pád destruktoru a jeho předešlá porážka způsobily vymazání jeho primárního naprogramování, tedy je k ničemu a zažádal svého pána, ať ho tam nechá. Ovšem Galen ho přesto vzal s sebou na palubu Rogue Shadow.
Tento čin byl natolik významný, že se začalo v Impériu mluvit o blížící se revoluci. Rahm Kota se spojil s Garm Bel Iblisem, senátorem za Corellii, a pozval ho na schůzku s Galenem na Bespin. Tam ale narazili na Mandaloriany a velkou kriminalitu, s nimiž si musel poradit nejprve. Poté senátor souhlasil, že se ke Galenově povstání přidá, a brzy se ozve.

### Poslední zrada a vykoupení
Zanedlouho se opět ozval i Bail Organa, že se s Iblisem a další senátorkou Mon Mothmou setkali na Coruscantu, kde dohodli další postup, Galen navrhl, ať nic neuspěchají. Zase se mu ozval Darth Vader, který ho pochválil, že je císař za zničení významné zbrojní továrny hodně rozhněván, a že jsou nyní lidé a opozice v senátu odvážnější. Ale Galen ho informoval, že se disidenti stále ještě spíše bojí a teprve mu začínají věřit. Požádal proto Vadera, aby ho více nekontaktoval, jinak ohrozí misi. Juna opět celou konverzaci poslouchala a Galen ji ujistil, že ví, co dělá, a dělá to pro sebe i pro ni. Zatímco sháněl náhradní součástky pro PROXYho, ozval se opět Bail, že se na Corellii bude konat velká schůze.
V jedné horské opuštěné ruině se Bail Organa, Garm Bel Iblis a Mon Mothma s Galenem, Junou a Rahmem (který konečně překonal závislost na alkoholu) a prostřednictvím PROXYho i Leia dohodli na znění corellijské dohody o vzniku Aliance rebelů, které bude velet Galen, a vyhlášení války Impériu. V ten moment ale dovnitř vtrhla Vaderova 501. legie stormtrooperů. PROXY vypnul přenos od Leiy, zatímco imperiálové zatýkali účastníky schůze. Dovnitř napochodoval i Darth Vader, který šokovaným rebelům prozradil, že byl jeho tajný učedník. Telekinezí ho pak srazil až k zasněženému útesu. Zraněný Galen pak zlostně na Vadera křičel, proč se nedržel stranou, jak slíbil. Vader mu s klidem řekl, že lhal. A to nejen v této věci, ale úplně od samého počátku jeho tréninku.
Galenovi v tu chvíli došlo, že Vader nikdy neplánoval imperátora Palpatina zabít. To mu Vader potvrdil. Pak znovu Silou zvedl Galena do vzduchu a hodlal ho shodit ze skály. Galen se prsty udržel na okraji, z kterého ho chtěl Vader shodit. Galen ovšem v tuto chvíli rezignoval na vše. Došlo mu, že jen posloužil jako užitečný idiot k tomu, aby shromáždil rebely a disidenty, aby je mohli zabít, proto si zaslouží zemřít. Ale řekl ještě Vaderovi, že bez něj nikdy nebude svobodný. Vader zapnul světelný meč, ale byl přerušen PROXYm, který dokázal znovu aktivovat bojový modul Obi-Wana Kenobiho. Během krátkého duelu Vadera s jeho droidem Galen z útesu spadl.
Měl však štěstí, nebyl po pádu zraněn a Juno utekla imperiálům do Rogue Shadow a naložila jeho i PROXYho. Na palubě konečně hodil svou identitu Starkillera za hlavu, pověděl Juně své skutečné jméno a prohlásil se za Jedie. Ovšem stále ho rmoutilo, co se stalo. Poprvé v životě zkusil provést jedijskou meditaci. Po pár pokusech se povedlo a měl vizi o Kotovi, dost neurčitou, ale místo, kde se odehrávala, identifikoval jako bitevní stanici, největší všech dob. Juno věděla, kde je, takže se tam snadno dostali. Pomocí maskování unikli senzorům nedokončené hvězdy smrti a Juno dostala Rogue Shadow co nejhlouběji nedokončeným pláštěm. Když se Galen Marek chystal na svou první misi jako Jedi, rozloučil se s Juno polibkem; naznačil ji, že je to nejspíš naposled, co se vidí.
Galen řekl sbohem a spustil se volným pádem do útrob hvězdy smrti. Pomocí Síly se pokusil vězněné rebely lokalizovat, ale neuspěl kvůli temné straně, jež byla na místě přítomná, hlavně zásluhou přítomnosti Palpatina. Galen tedy cestou osvobozoval wookijské otroky a ti pak zahájili rozsáhlou vzpouru. Dva z nich mu poradili, kde najde Palpatina. Musel ale jít přes hlaveň hlavního laseru, kde si musel dát pozor, aby ho testovací paprsek nezasáhl. Nakonec byl odhalen bezpečnostním systémem, který okamžitě informoval Palpatina s Vaderem, ale i rebely, které v tu chvíli císař vyslýchal osobně. Darth Vader tedy šel Galenovi naproti. Ovšem ten svého bývalého učedníka podcenil. Přesto si Galen uvědomil, že s ním Vader nikdy před tím nebojoval naplno a musel pojmout souboj velmi defenzivně. Nakonec ale dokázal získat výhodu, během níž bývalému mistrovi připomněl, že se dokázal vymanit z jeho kontroly, zatímco on sám se z imperátorovy kontroly vymanit nedokázal. Uvědomil si, že byl Vader na temnou stranu sveden podobnými manipulacemi jako on sám. Vadera tedy přestal nenávidět, ale spíš ho litoval. Pak na Vadera zatlačil, párkrát ho sekl světelným mečem a nechal na něj spadnout několik generátorů energie. Tím značně poškodil Vaderův oblek a jeho podporu života a zničil úplně helmu.
Tehdy poprvé uviděl Vaderovu skutečnou tvář: zjizveného muže s očima plnýma bolesti a smutku, až jím zamrazilo. Palpatin sestoupil ze svého trůnu a pogratuloval Galenovi k porážce jeho mistra. Nabídnul mu místo učedníka místo Vadera, když ho dorazí. Tehdy se ocitl na rozcestí, zda bude následovat světlou stranu, kterou poznal, když budoval hnutí rebelů, nebo vezme císařovu nabídku na to, k čemu ho vlastně Vader od mala vedl, tedy stát se skutečným Temným Pánem ze Sithu, navíc velká část jeho já stále toužila po pomstě. Tento vnitřní konflikt ucítil Rahm Kota, který nachytal Palpatina ve chvilce nepozornosti, telekineticky mu sebral jeho světelný meč, zabil gardisty, kteří je hlídali, a rozeběhl se k císaři. Císař se otočil a Kotu odzbrojil blesky. Bail Organa křikl na váhajícího Galena, ať generálovi pomůže. To Galena vytrhlo a hlavně si ujasnil, že se do temnoty už vrátit nechce, zvlášť když na Vaderovi viděl, co to s ním udělalo. Poprava Vadera by nic nevyřešila, ale záchrana Rebelů ano. Proto zapnul světelný meč a zaútočil na Palpatina.
Byl to spíše souboj telekineze a blesků. Ač nyní byl Galen Jedi, pořád ještě uměl zdatně ovládat i temnou stranu. V boji Palpatine odhalil, že Galen nikdy nebyl "Vaderovým tajným učedníkem", ale byl z Kashyyyku unesen na jeho rozkaz, tedy od začátku byl jeho skutečným mistrem Darth Sidious a ne Vader. Toto zjištění vyvolalo hněv, který Galena posílil a zatlačil imperátora zpět, až oba vyhodil zakleslými proudy blesků do vzduchu. Galen hodil unikajícím Rebelům vysílačku, aby zavolali Juno. Jak Palpatine vstal, řekl, že to byl jeho osud ho zničit, ať se tedy poddá tomu hněvu. Galen ale viděl přes sklo, že se Juno blíží, tak křikl místo toho na Kotu, ať se postará o Rebely, a místo dalšího proudu temné strany pak císaře se chystal napadnout jen světelným mečem. Ten však další blesky nenamířil na Galena, ale na Kotu. Galen bez váhání vstoupil do proudu blesků, aby svého přítele zachránil, a začal jejich účinek vytlačovat zpět na Palpatina. Ovšem byla to největší bolest, jakou kdy Galen zažil, takovou mu nikdy nezpůsobil ani Vader. Pak se ale začal k císaři přibližovat, až se rukama dotkl jeho ramen, čímž poslal císařovy blesky zpět do něj. Jelikož zatím Rebely pronásledovala k východu horda stormtrooperů, musel konat. Zcela odevzdal svou životní esenci Síle a tou způsobil natolik silnou explozi, že zabil všechny stormtroopery a zničil celý trůnní sál. S vyřčením svého jména Galen zemřel a splynul se Silou.
Exploze byla velmi silná, ale Palpatina ani Vadera nezabila. Každopádně byli z toho, co se stalo, více než rozladěni, protože se jim císařem iniciovaný vznik rebelie vymknul kontrole, navíc z Galena udělají mučedníka místo toho, aby sám získal nového učedníka. Vaderovi dal za úkol Rebely pochytat, dřív než je zničí. Oběť Galena Mareka ostatní Rebely povzbudila k tomu dokončit, co začal. Sešli se na Kashyyyku v jeho rodném domě, kde podepsali corellijskou dohodu a definitivně založili Alianci rebelů. Princezna Leia navrhla, aby se rodový erb Markových stal symbolem jejich věci. Juna se pak zeptala Rahma Koty, zda věděl, že Galen byl ten samý muž, který se ho snažil o rok dříve zabít. Kota věděl, přesto mu pomáhal, a to proto, že v něm už tehdy přes veškerou temnotu cítil jeden světlý bod, ji.

## Klon nebo Starkiller?
Po Galenově údajné smrti začíná Darth Vader s klonovacími experimenty na Kaminu. Po řadě neúspěšných pokusů jeden z klonů zaznamená obrovský pokrok a úspěch. Naneštěstí pro Vadera ho ovšem pronásledují vzpomínky na minulost. Při závěrečném testu kvůli této vlastnosti selže a po dlouhé cestě prchne ve Vaderově lodi. BNarron, přesvědčen, že Galen je Vader jej pustí, avšak potom na něj pošle vojáky a sám prchá. Galen najde generála Rahma Kotu a zachrání ho před Gorokem, jehož na něj pošle Barron. Zabije Goroka, zatímco Rahm Kota Barrona zajme. Gorok však těsně před smrtí zabije Barrona a chytí Rahma Kotu. Galen se vrhá do propasti a zachraňuje generála. Kota přivolává Rogue Shadow a společně prchají. Galen touží najít Juno a odletí na Dagobah. Zde se potká s mistrem Youdu, ten mu ukáže jeho vnitřek. Galen letí s Kotou na rebelskou základnu uvnitř galaxie. Základna je však napadena elitou imperiálních sil. Galen nejdříve zničí destruktor a potom uvidí Juno, avšak silové pole mu nedovolí jí pomoci. Při záchraně zapomene na hrozbu a sleduje obřího pavoučího droida. Pomůže rebelům zaútočit na Kamino, kde se i opět setká s Vaderem. Po vyčerpávajícím boji ho porazí a usekne mu ruku. Vader je zajmut a dopraven na Dantoine k výslechům. Aliance rebelů tak dostává novou šanci. Galen se ovšem stále nedozvídá, jestli je klon nebo přežil konfrontaci s císařem.